# Valtice
Valtice (dawniej Valčice, niem. Feldsberg) – miasto w Czechach, w kraju południowomorawskim.

## Opis
Według danych z 31 grudnia 2003 powierzchnia miasta wynosiła 4785 ha, a liczba jego mieszkańców 3656 osób.
Znajduje się tu wpisany na listę światowego dziedzictwa UNESCO w 1996 roku zamek Valtice z przyległym zabytkowym parkiem.
Miejscowość do 1919 należała do Dolnej Austrii. Z powodu ważnej linii kolejowej przebiegającej przez miasto przyłączono je do Czechosłowacji wbrew racjom narodowościowym (w 1910 mieszkało w nim 3291 Niemców i tylko 34 Czechów). Na krótko powróciło do Austrii (będącej już częścią III Rzeszy) w latach 1938–1945.
Do 1945 było jedną z siedzib rodu Liechtensteinów.

## Linki zewnętrzne

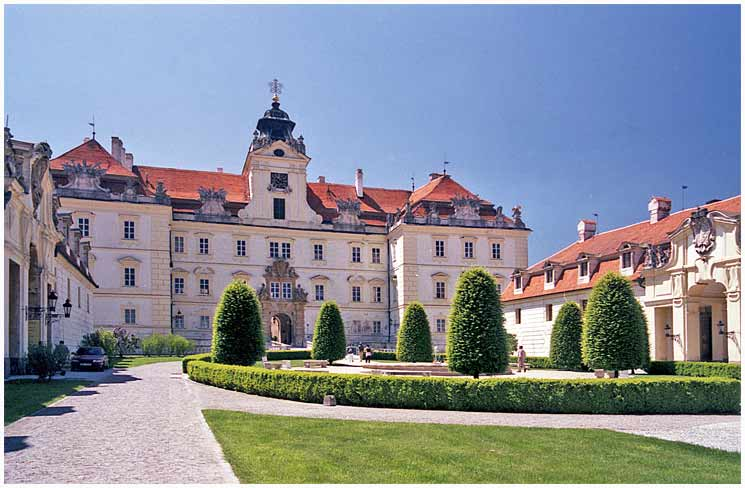
Zamek Valtice

## Demografia
| Rok             | 1970 | 1980 | 1991 | 2001 | 2003 |
| --------------- | ---- | ---- | ---- | ---- | ---- |
| Liczba ludności | 3495 | 3583 | 3554 | 3630 | 3656 |